# Brad Sucks
Brad Turcotte, född 14 november 1976, kanadensisk musiker, utgör enmansorkestern Brad Sucks, ett band som satsar på upphovsrättsfri musik. Bandets album finns tillgängliga på deras officiella webbplats.
Turcotte har själv gjort en singel, Brad Sucks One och skivan I Don't Know What I'm Doing.